# Mulazzano
Mulazzano é uma comuna italiana da região da Lombardia, província de Lodi, com cerca de 4.804 habitantes. Estende-se por uma área de 15 km², tendo uma densidade populacional de 320 hab/km².
Faz fronteira com Paullo (MI), Zelo Buon Persico, Tribiano (MI), Dresano (MI), Cervignano d'Adda, Casalmaiocco, Galgagnano, Tavazzano con Villavesco, Montanaso Lombardo.

## Demografia
| Variação demográfica do município entre 1861 e 2011                               |
|                                                                                   |
| Fonte: Istituto Nazionale di Statistica (ISTAT) - Elaboração gráfica da Wikipedia |